# Южный (городской округ город Тула)
Южный — посёлок в Тульской области России. 
В рамках организации местного самоуправления входит в городской округ город Тула, в рамках административно-территориального устройства — в Ленинский район Тульской области.
Расположен в 28 км к юго-западу от областного центра, города Тула. Находится на стыке трёх районов области: в 12 км к юго-западу по прямой от села Зайцево Ленинского района, в 8 км к востоку от села Воскресенское Дубенского района и в 5 км к северо-востоку от села Никольское Щёкинского района.

## История
До 1990-х гг. посёлок входил в Зайцевский сельский Совет. В 1997 году стал частью Зайцевского сельского округа Ленинского района Тульской области. 
В рамках организации местного самоуправления с 2006 до 2014 гг. включался в Иншинское сельское поселение Ленинского района, с 2015 года входит в Привокзальный территориальный округ в составе городского округа город Тула.

## Население
| 2002 | 2010 |
| ---- | ---- |
| 768  | ↘469 |